# Taveiro, Ameal e Arzila
Taveiro, Ameal e Arzila (oficialmente: União das Freguesias de Taveiro, Ameal e Arzila) é uma freguesia portuguesa do município de Coimbra, com 24,34 km² de área e 3997 habitantes (censo de 2021). A sua densidade populacional é 164,2 hab./km².

## História
Foi constituída em 2013, no âmbito de uma reforma administrativa nacional, pela agregação das antigas freguesias de Taveiro, Ameal e Arzila e tem a sede em Taveiro.
É uma das poucas freguesias portuguesas territorialmente descontínuas, situação decorrente da descontinuidade territorial que já se verificava na antiga freguesia de Taveiro e que não foi resolvida com a reorganização administrativa. O território da freguesia criada em 2013 divide-se em duas partes de extensão muito diferente: um núcleo principal (concentrando 98% do território da freguesia), onde se situa a totalidade do território das antigas freguesias do Ameal e de Arzila e a quase totalidade do da antiga freguesia de Taveiro, e um exclave a este (lugar de Carregais), que constitui um enclave no interior do território da União das Freguesias de São Martinho do Bispo e Ribeira de Frades.

Antigas freguesias que deram origem à União das Freguesias de Taveiro, Ameal e Arzila (Coimbra).

## Demografia
A população registada nos censos foi:
| Distribuição da População por Grupos Etários | Distribuição da População por Grupos Etários | Distribuição da População por Grupos Etários | Distribuição da População por Grupos Etários | Distribuição da População por Grupos Etários | Distribuição da População por Grupos Etários |
| -------------------------------------------- | -------------------------------------------- | -------------------------------------------- | -------------------------------------------- | -------------------------------------------- | -------------------------------------------- |
| Antes da agregação                           |                                              |                                              |                                              |                                              |                                              |
| Ano                                          | 0-14 anos                                    | 15-24 anos                                   | 25-64 anos                                   | >= 65 anos                                   | Total                                        |
| 2001                                         | 626                                          | 598                                          | 2372                                         | 874                                          | 4470                                         |
| 2011                                         | 536                                          | 460                                          | 2367                                         | 922                                          | 4285                                         |
| Após a agregação                             |                                              |                                              |                                              |                                              |                                              |
| Ano                                          | 0-14 anos                                    | 15-24 anos                                   | 25-64 anos                                   | >= 65 anos                                   | Total                                        |
| 2021                                         | 410                                          | 391                                          | 2124                                         | 1072                                         | 3997                                         |